# Tunis Challenger 1982
Il Tunis Challenger 1982 è stato un torneo di tennis facente parte della categoria ATP Challenger Series nell'ambito dell'ATP Challenger Series 1982. Il torneo si è giocato a Tunisi in Tunisia dal 15 al 21 febbraio 1982 su campi in terra rossa.

## Vincitori

### Singolare
Juan Avendaño ha battuto in finale  Jose Garcia con il punteggio di 6–4, 6–4, 6–4

### Doppio
Steve Meister /  Craig Wittus hanno battuto in finale  Ismail El Shafei /  Jan Kodeš con il punteggio di 6–4, 1–6, 6–1